# Trirhithrum validum
Trirhithrum validum är en tvåvingeart som beskrevs av Mario Bezzi 1920. Trirhithrum validum ingår i släktet Trirhithrum och familjen borrflugor.
Artens utbredningsområde är Uganda. Inga underarter finns listade i Catalogue of Life.